# Syrië (Ottomaanse provincie)
Syrië was een vilajet van het Ottomaanse Rijk in de periode 1865 - 1918. De provincie was een uitvloeisel van de bestuurlijke hervorming die het Ottomaanse Rijk in deze periode doorvoerde. De historische naam Syrië werd opnieuw ingevoerd. 
Na de nederlaag van het Ottomaanse Rijk in de Eerste Wereldoorlog werd Syrië een Frans mandaatgebied.